# Diario El Fonógrafo
El Fonógrafo fue uno de los periódicos más importantes de Venezuela a finales del siglo diecinueve y principios del siglo veinte. Su fundador, editor, propietario y director desde 1879 hasta 1908, fue el periodista Eduardo López Rivas, natural de la ciudad de Maracaibo, donde comenzó a imprimirse el diario. A partir de enero de 1909 su hijo mayor, Eduardo López Bustamante, asumió la dirección del periódico, hasta su clausura en 1917 por el dictador Juan Vicente Gómez.

## Oposición a Antonio Guzmán Blanco

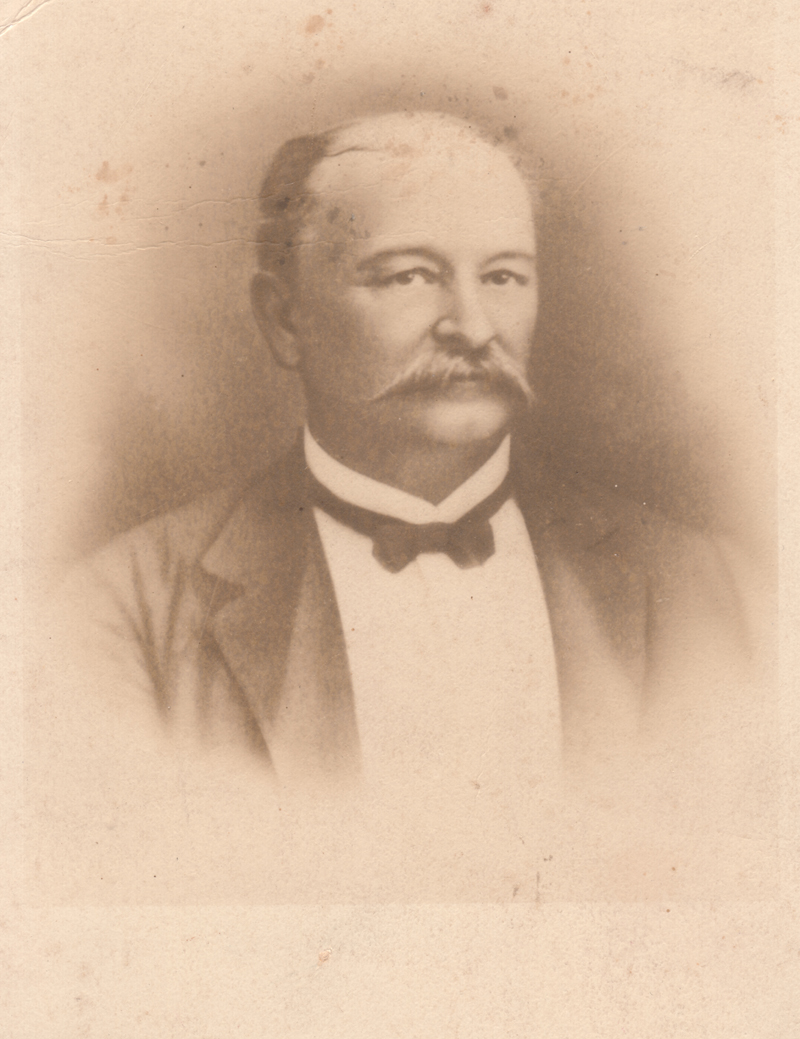
El fundador, Eduardo López Rivas, editor y director desde 1879 hasta 1908

El Fonógrafo cumplió una función informativa y social de primer orden, particularmente en lo referente al estado Zulia y a la ciudad de Maracaibo. Fue especialmente agudo en denunciar las graves fallas del gobierno en asuntos de interés público y bienestar social, enfrentándose con ello a la personalidad autocrática del dictador Antonio Guzmán Blanco.
El cónsul estadounidense durante la época, Eugene H. Plumacher, escribe en sus memorias: Guzmán Blanco nunca tuvo una buena disposición hacia el Zulia...El Zulia había tenido un espíritu muy independiente pues era de todo el pueblo venezolano, el más amante de su libertad.
El diplomático plasmó en su libro la situación tan precaria que vivía por entonces la libertad de expresión en el país y, en particular, El Fonógrafo:
Los periódicos que se atrevieran a expresarse desfavorablemente sobre la política del presidente eran simplemente suprimidos, como se comprobó en Maracaibo con el caso de "El Fonógrafo". Este periódico fue (y es todavía) uno de los periódicos mejor dirigidos de Venezuela, modesto y refinado en su tono, pero firme y serio en todos los asuntos que se relacionaban con el bienestar público. Su propietario y editor en jefe era Eduardo López Rivas...este señor no escatimó en gastos para organizar su establecimiento en su mejor estilo y con las últimas mejoras tipográficas...el gobierno envió sus tropas a las oficinas para confiscar todo lo que encontraron. Toda la maquinaria, los tipos y otros accesorios de prensa fueron enviados a la Casa de Gobierno, donde inmediatamente se comenzaron a utilizar para publicar un periódico que apoyaba los intereses de Guzmán Blanco.

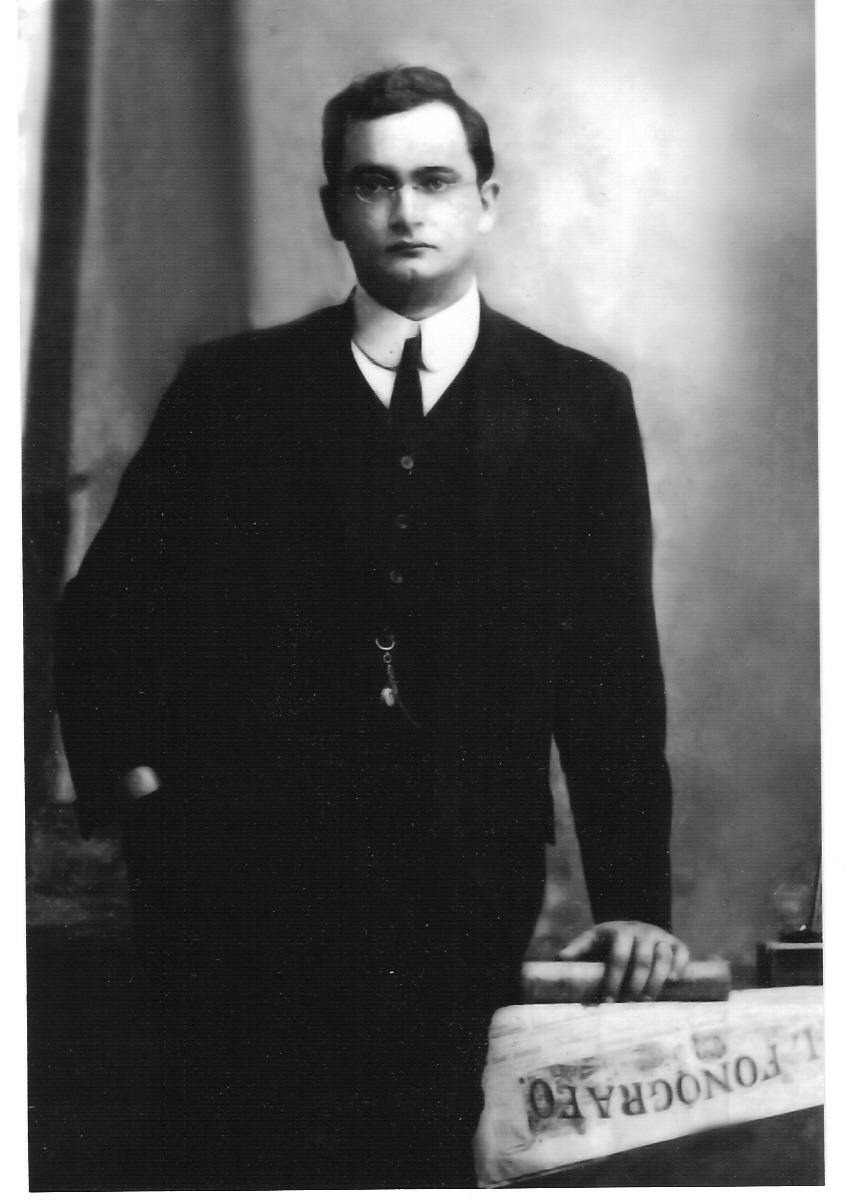
Eduardo López Bustamante, editor y director desde 1908 hasta 1917

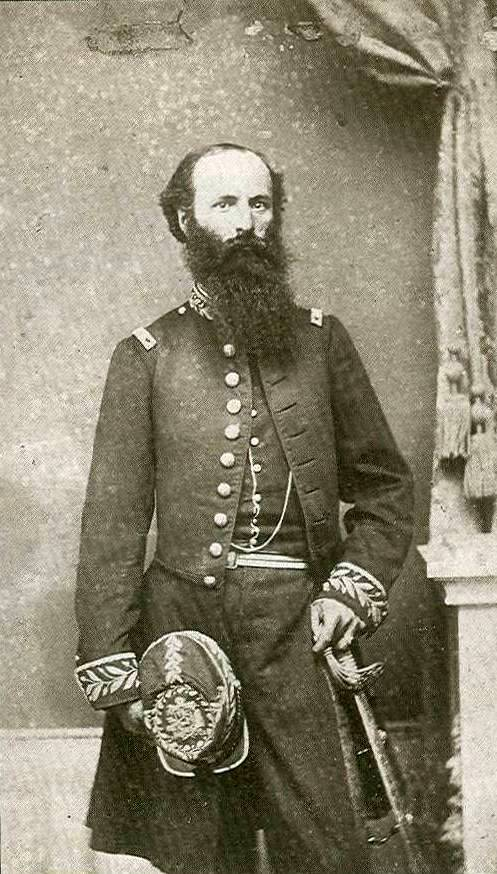
El dictador Antonio Guzmán Blanco

López Rivas no era un personaje fácil de dominar. Era un hombre ilustrado, de firmes convicciones y un luchador capaz de resistir persecuciones, exilio y prisión. Gracias a la tenacidad de su carácter logró reabrir el periódico más de una vez, siempre bajo amenazas y censura. Éstas, sin embargo, nunca llegaron a ser suficientes para que el gobierno de Guzmán lograra silenciar el diario en forma definitiva, el cual, a duros golpes, sobrevivió treinta y ocho años de gobiernos dictatoriales.

## La "Era López Rivas"
El Fonógrafo circuló por primera vez el 21 de mayo de 1879. El diario surgió cuando reinaba en el mundo occidental la filosofía positivista, apoyada en el progreso tecnológico, el desarrollo de modernas ciudades y los grandes inventos; como el de Thomas Alva Edison, cuyo nombre adoptó el periódico. Fonógrafo era una palabra nueva, producto de la reciente invención del aparato que registraba y reproducía los sonidos y la voz humana. Con ello el editor dejaba claro que, más que a la batalla política, asociaba el contenido de su diario a las innovaciones, el progreso y la civilización.

López Rivas había sufrido persecuciones, cárcel y exilio a causa de la censura aplicada a los periódicos que había dirigido anteriormente. El nuevo diario aparecía cuando finalizaba un período de conflictos en la región, a causa del cierre temporal del puerto de Maracaibo por parte del gobierno. Se anunciaba un nuevo tiempo con la reapertura del puerto y la consecuente reactivación de la economía, que dejaba atrás las batallas políticas del pasado. López Rivas pretendía crear un periódico moderno, asociado a la idea de una nueva era de paz y progreso. En la edición inaugural del 21 de mayo de 1879, explicaba las razones por las cuales había escogido ese nombre para su diario.
...Y no es por capricho por lo que llamamos El Fonógrafo a nuestra humilde hoja; esperamos que los odios que nos ciegan se disipen entre auroras de concordia y que el espíritu del progreso se extienda entre todos los zulianos para el beneficio de nuestra amada tierra.

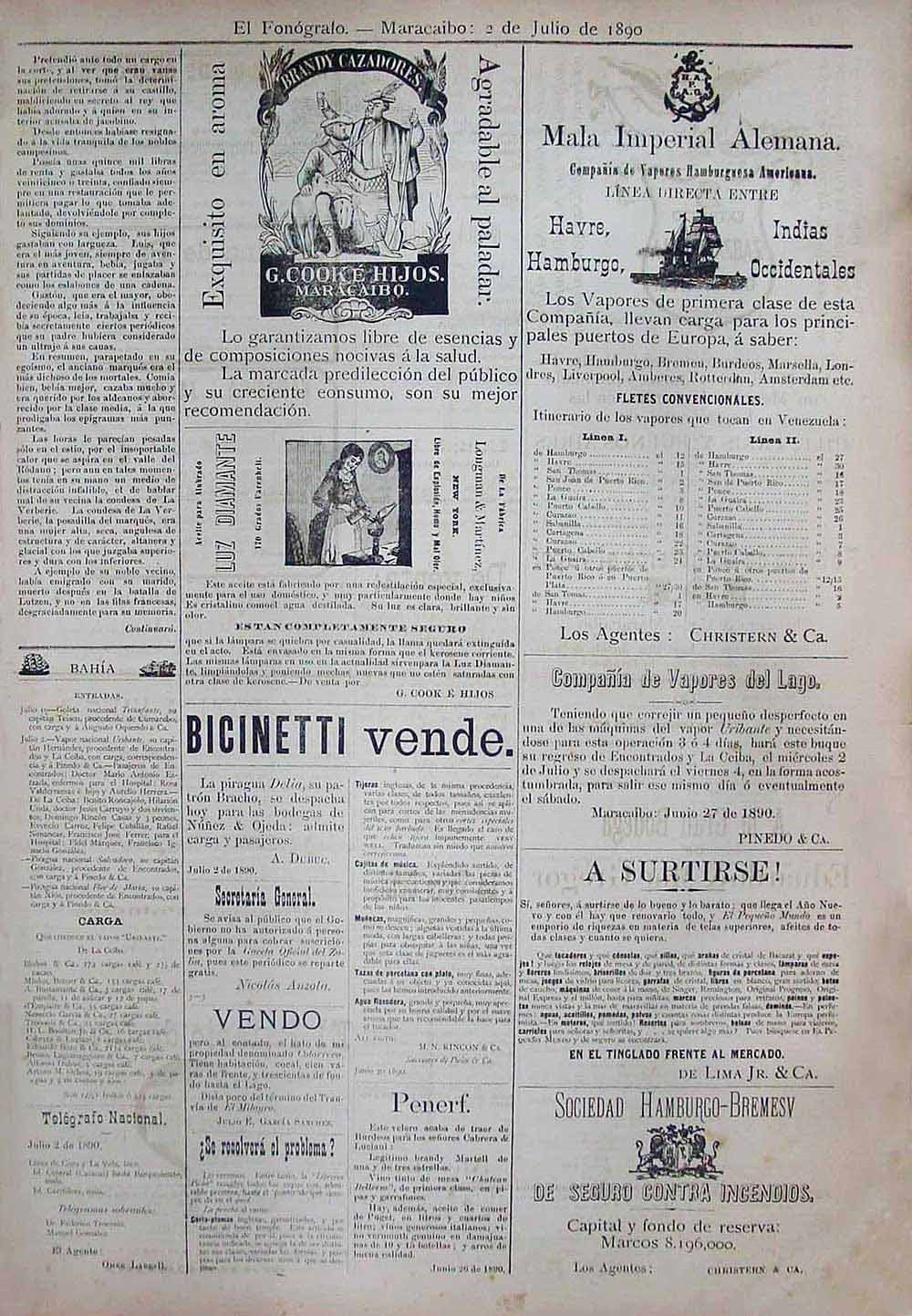
Página interior de "El Fonógrafo" en el

Esa visión de paz, armonía y nuevos tiempos, no implicaba alterar la línea independiente que se proponía seguir el diario, ni su firme convicción de denunciar los problemas de la región. En el trabajo sobre el Fonógrafo, publicado por las profesoras Nilda Bermúdez y María Romero, de la Universidad del Zulia, se lee:
a través de El Fonógrafo se lanzan campañas relacionadas con los más graves problemas locales y regionales: el contrato del muelle artificial...el tráfico de indígenas...la insalubridad, entre otros, son asuntos que encuentran eco en la preocupación periodística de López Rivas.
Cuando Guzmán Blanco se dispone a regresar de Europa en 1886, para una nueva gestión presidencial producto de una campaña apoyando su regreso, conocida como "Aclamación Nacional", López Rivas escribe en su editorial:

Cuántos días de fiesta tendremos para celebrar la "realidad de ese delirio", como dice la proclama? Que no bajen de una semana. Hay que refrescar la memoria respecto a la manera, orden y extensión que el pueblo zuliano debe emplear en sus transportes de júbilo...pocos recordarán con fijeza cuál es la jaculatoria que les toca recitar, ni cuántas veces deben tirar el sombrero al aire en señal de entusiasmo delirante...hay que comprar lanilla para hacer banderas, bombas para la iluminación, fuegos artificiales, champagne...hay que escribir y aprender los discursos que luego se improvisarán en un momento de patriótico delirio...y tantas otras cosas que hacer! No hay instante que perder!

Es aún recordada la célebre frase que publicó el periódico el 22 de junio de 1887, comentando el estado de inmundicia de las calles de Maracaibo, ciudad oprimida por el abandono y el despotismo del gobierno central; llena de barro y basura revueltos por las fuertes lluvias. López Rivas resumió la situación así: Liberté, egalité, fraternité y...!SUCIETÉ!

## Diseño y circulación

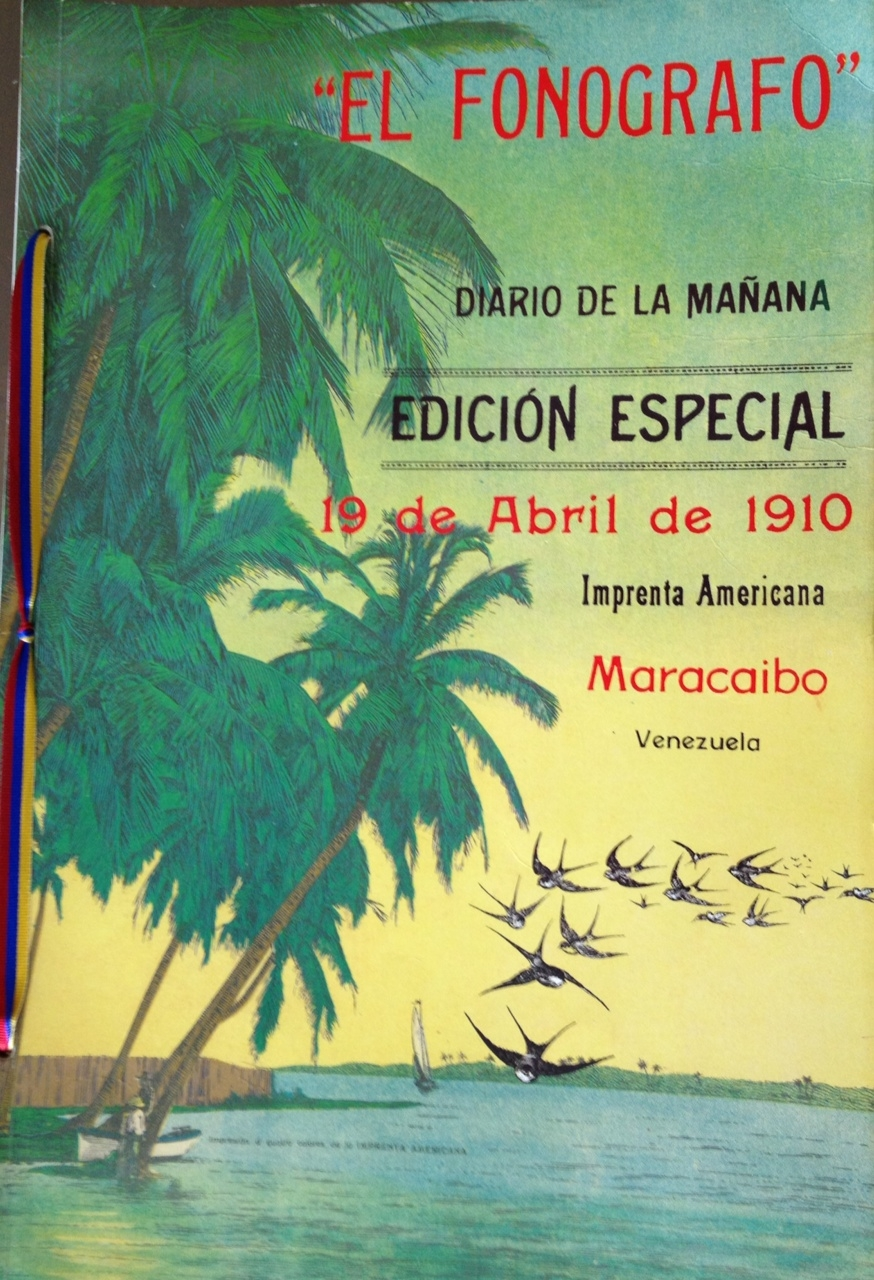
Edición especial de El Fonógrafo del 19 de abril de 1910.

El periódico apareció como bisemanario en el año 1879 y se convirtió en diario a partir de 1882. Era un periódico pequeño, "tabloide", formado por cuatro páginas de noticias, literatura y anuncios comerciales. Se editó en imprentas locales de la ciudad de Maracaibo, hasta que López Rivas creó en 1881 su propia casa editorial: la Imprenta Americana. Esta imprenta fue, desde su comienzo, uno de los establecimientos tipográficos más finos y completos del país, traduciéndose ello en la impresión y los diseños renovados del periódico, el cual a partir de entonces comenzó a cambiar su presentación. Para el año 1883 había aumentado considerablemente en tamaño y en número de columnas y en el año 1917 se publicaba una edición simultánea de ocho páginas en la capital venezolana, Caracas.
Especial mención merece la edición extraordinaria de El Fonógrafo del 19 de abril de 1910, que inauguró en Venezuela la impresión en tricromía. Esta edición colocó a la "Imprenta Americana" entre las mejores del mundo, quedando el hecho registrado en la edición de la revista alemana "Anales Tipográficos", de fecha junio de 1910.
El Fonógrafo y López Rivas mantuvieron una trayectoria digna y firme, que ha inspirado a muchas generaciones de periodistas. Los hijos de López Rivas aprendieron la profesión de su padre trabajando a su lado y pasaron la mística profesional que habían heredado a las generaciones que les siguieron. En palabras del historiador venezolano, Alfredo Tarre Murzi, López Rivas fue un precursor, un sembrador...sus hijos Carlos y Eduardo López Bustamante, continuaron sus labores y sus propósitos patrióticos, sembrando en las generaciones del siglo veinte las ideas de su progenitor.

## Dinastía López Bustamante

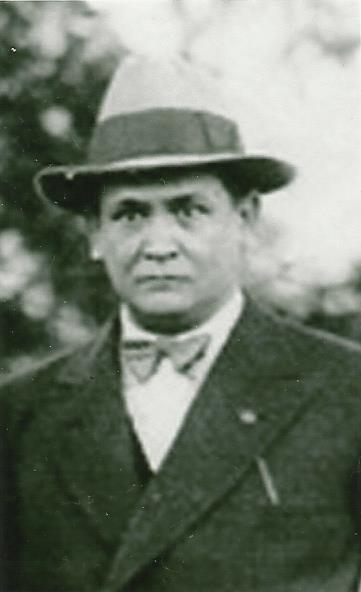
Enrique López Bustamante, corresponsal de "El Fonógrafo" en Madrid

En 1909, un joven de 28 años asume la dirección de El Fonógrafo de Maracaibo. Se trata de Eduardo López Bustamante, el hijo mayor de López Rivas. Al igual que sus hermanos, Carlos López Bustamante, Enrique López Bustamante y Teresa López Bustamante, Eduardo ha sido formado a la sombra de su progenitor y conoce muy bien la profesión periodística, que ha ejercido desde la adolescencia en la empresa familiar.
Cuando López Rivas se retira, la nueva generación se encarga de la Imprenta Americana y del diario, convirtiéndose en un equipo único de comunicadores sociales en su país; una dinastía de escritores, la Dinastía López de Venezuela. En su libro "Biografía de Maracaibo" Alfredo Tarre Murzi escribe: Eduardo López Rivas y sus hijos merecen figurar en el elenco de los forjadores de una república moderna basada en la democracia, la libertad y la justicia social...el Zulia puede sentirse orgulloso de esta ilustre dinastía.
Bajo la dirección de Eduardo López Bustamante los talleres de la imprenta se renovaron, acordes con el nuevo siglo. Las nuevas linotipias permitieron un tiraje mayor y López Bustamante llevó el periódico a ocho páginas. Creó además en Caracas una edición simultánea de "El Fonógrafo", bajo la dirección local de su hermano Carlos López Bustamante, y en Madrid la primera corresponsalía de Venezuela en Europa, a cargo de su hermano Enrique López Bustamante.

## Precursor del periodismo moderno
“El Fonógrafo” del siglo XX modernizó el periodismo tradicional en Venezuela y sentó las bases de las comunicaciones de hoy. El concepto de tres polos de información, Maracaibo-Madrid-Caracas, era algo nunca visto a principios del siglo XX y el trabajo de varios periodistas coordinando la labor, representó el primer intento de lo que hoy son las corresponsalías.

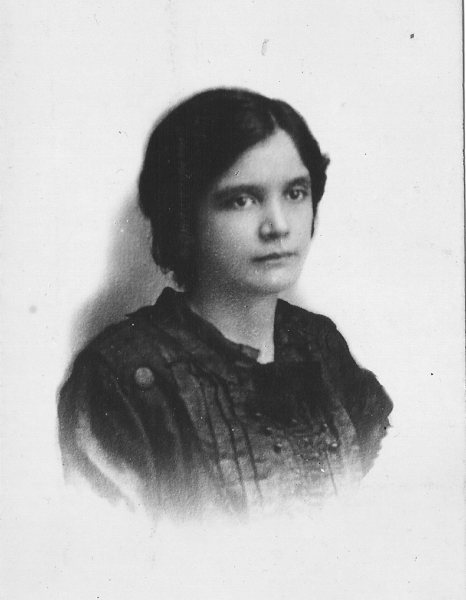
Teresa López Bustamante, a cargo de las informaciones del telégrafo en las oficinas de "El Fonógrafo"

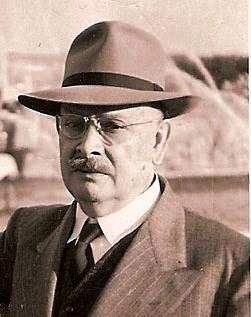
Carlos López Bustamante, a cargo de la edición simultánea de "El Fonógrafo" en Caracas

López Bustamante y sus hermanos protagonizaron una cruzada por la vanguardia, que en 1918 José Rafael Pocaterra describió en su libro Memorias de un venezolano de la decadencia. Se refería entonces al diario El Fonógrafo como “lo único que se había parecido a periódico moderno en Venezuela”. Las ediciones de Caracas y Maracaibo -escribía- representaban dos grandes y modernos diarios venezolanos, de ocho páginas cada uno”.
"El eje Maracaibo-Madrid- Caracas fue el primer intento de una visión global del periodismo venezolano. El director de “El Fonógrafo”, Eduardo López Bustamante, tenía a su cargo la coordinación y la edición matriz del diario en Maracaibo. En Caracas estaba al frente Carlos López Bustamante, encargado de la edición simultánea de la capital, y el contacto con Europa lo ejercía Enrique López Bustamante, corresponsal del diario en Madrid. Al frente de la Imprenta Americana, donde se editaba “El Fonógrafo” de Maracaibo, estaba Teresa López Bustamante, que controlaba el telégrafo y el flujo de información entre las tres capitales." 

## Clausura deEl Fonógrafo

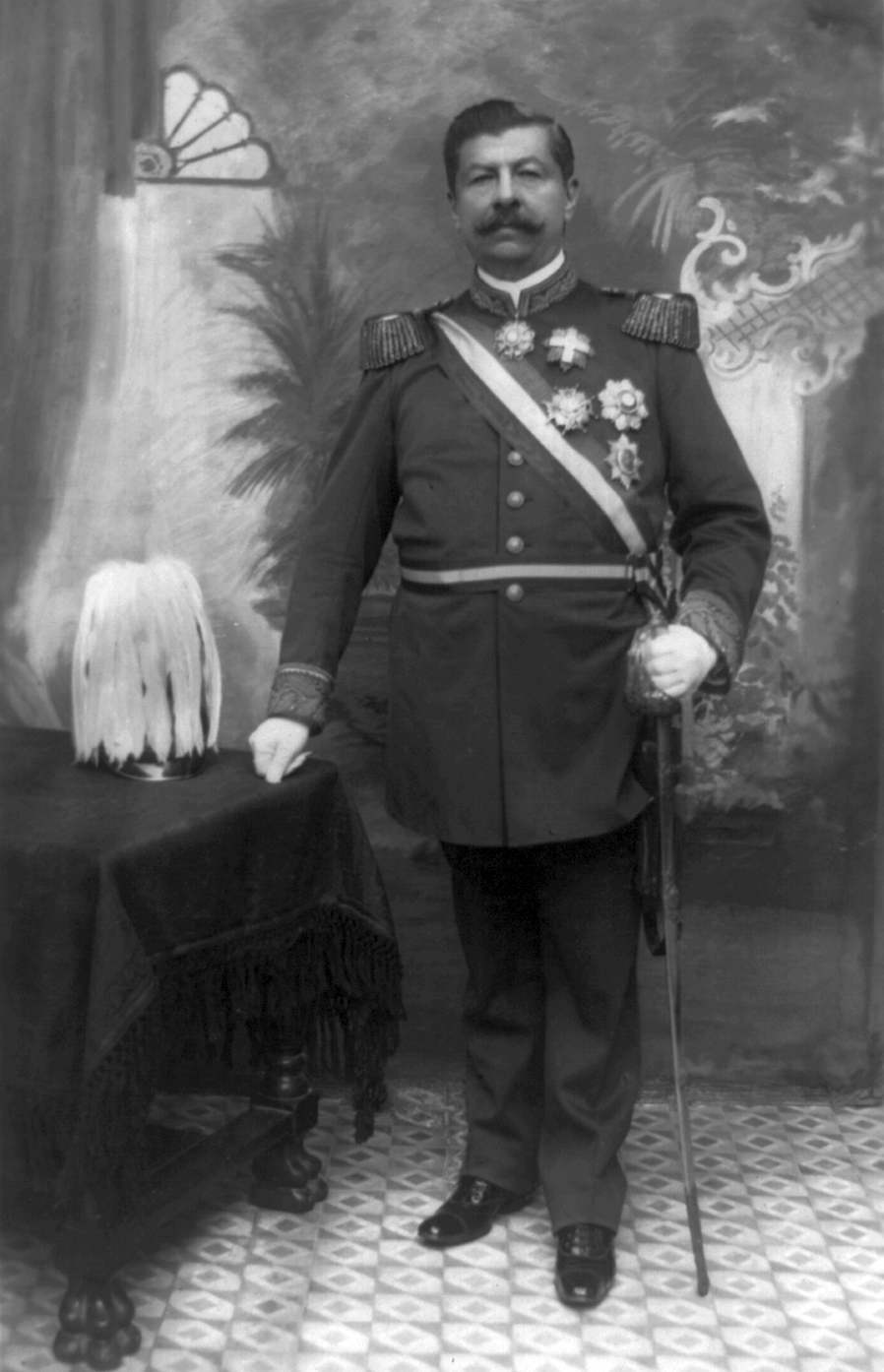
Dictador Juan Vicente Gómez

La gestión de López Bustamante se enfrentó con una de las más feroces dictaduras de Hispanoamérica: la dictadura de Juan Vicente Gómez. Este oscuro personaje controlaba los medios de comunicación y tenía en un puño a los representantes del poder económico que se plegaban a sus deseos. El Fonógrafo, por el contrario, mantuvo su política independiente durante el gobierno gomecista y López Bustamante se manifestó en sus editoriales de la misma forma en que lo había hecho su padre.

Al estallar la Primera Guerra Mundial la represión del gobierno sobre el periódico se hizo más fuerte porque, a diferencia de muchos otros diarios del país, El Fonógrafo apoyaba abiertamente a los Países Aliados en el conflicto. Gómez, por el contrario, simpatizaba con el Imperio Alemán, aun cuando mantenía una gris neutralidad frente a la comunidad aliada. Nilda Bermúdez y María Romero lo explican en su trabajo sobre El Fonógrafo: 
El cierre definitivo de El Fonógrafo en el año 1917 por parte del régimen gomecista, se produce debido a la publicación de informaciones referidas a la Primera Guerra Mundial en las cuales se criticaban algunos aspectos de la política alemana, cuando en nuestro país tanto el gobierno como los grupos económicos simpatizaban con esa nación.

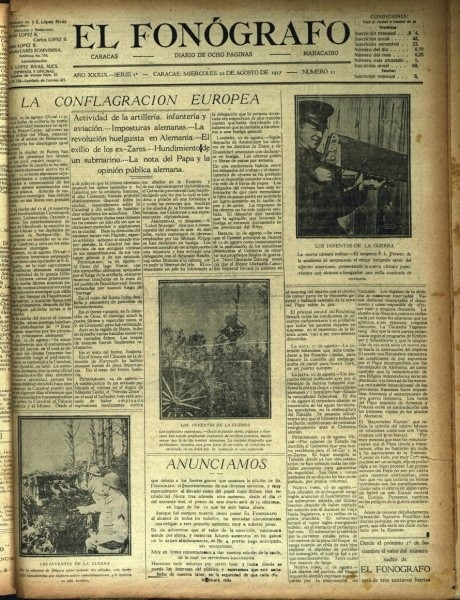
Ejemplar del diario El Fónógrafo durante la guerra

El escritor venezolano Manuel Caballero comenta igualmente en su libro, "Gómez, tirano o liberal", la clausura del diario en agosto de 1917 por su apoyo a los aliados, El Fonógrafo de Maracaibo... debió cerrar después de treinta y ocho años de existencia.

El escritor Venezolano, José Rafael Pocaterra, que había sido llamado por Eduardo López Bustamante para compartir la dirección del diario en Maracaibo, se refiere a la clausura de "El Fonógrafo" en su libro "Memorias de un venezolano de la decadencia":

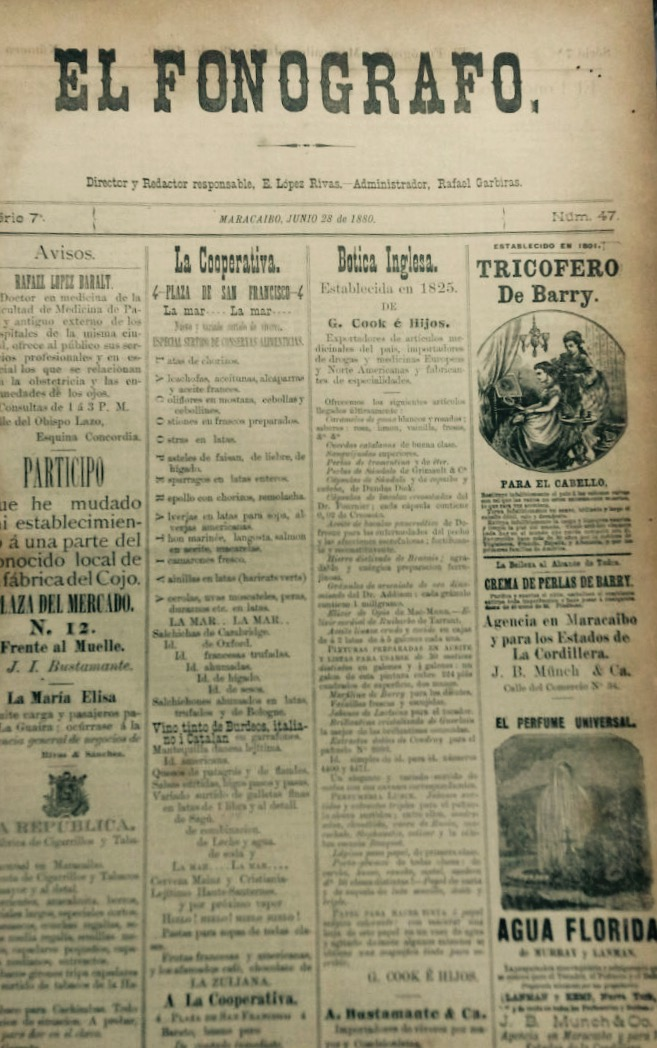
Ejemplar del diario "El Fónógrafo" en 1880, con los primeros avisos publicitarios de Venezuela

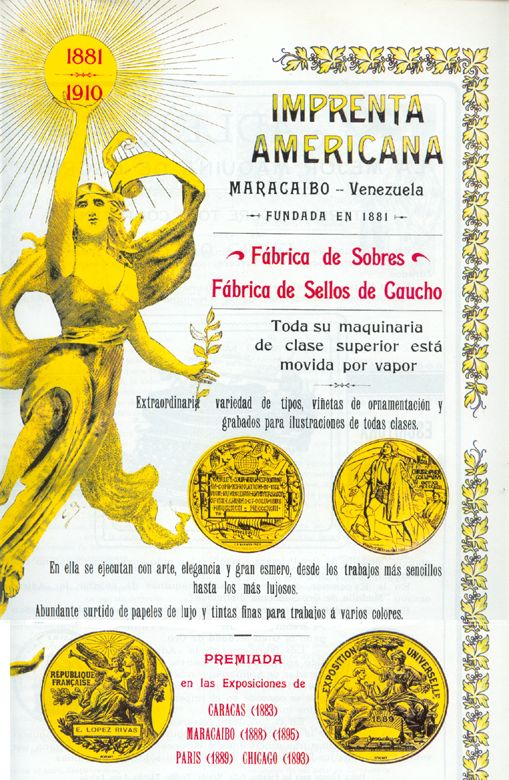
Aviso de una página a color del Diario "El Fonógrafo" en 1910.

Desde un año antes de estallar la guerra compartía con los señores Eduardo y Carlos López Bustamante la dirección del gran diario zuliano -lo único que se ha parecido a periódico moderno en Venezuela desde que fue fundado por don Eduardo López Rivas y que contaba treinta y ocho años de existencia. Hasta 1917 estuve en aquella redacción y nuestra campaña de prensa fue formidable. Por aquella fecha misma, uno de los hermanos propietarios, Carlos, se trasladó a Caracas, y con el apoyo de las simpatías aliadas organizó la edición de la capital de la República... A pretexto de haberse producido un artículo...en el cual se recordaban los valores espirituales de la causa aliada y las obligaciones morales de la República ante el conflicto, se redujo a prisión a los hermanos López Bustamante en Caracas y Maracaibo. La edición de los dos grandes diarios, a ocho páginas era considerable y significaba el esfuerzo de dos generaciones. Ambas imprentas fueron selladas; la empresa se arruinó.
El 23 de agosto de 1917, el periódico fue allanado por tropas del gobierno. Las oficinas de "El Fonógrafo" en Caracas y Maracaibo fueron clausuradas definitivamente, terminando con ello, escribe José R. Pocaterra, 38 años de existencia del gran diario zuliano. Eduardo López Bustamante se exiló en Curasao donde vivió dos años expatriado. Regresó a Venezuela bajo falsa promesa de armisticio y fue encarcelado en el Castillo de San Carlos de la Barra del Zulia. Su hermano Carlos fue llevado a la prisión La Rotunda, en Caracas y Enrique López Bustamante no pudo nunca regresar a Venezuela. Teresa López Bustamante vivió vigilada por la dictadura con prohibición de reabrir los talleres del diario y años más tarde fundaría en Maracaibo el periódico católico, Diario La Columna.
Carlos López Bustamante logró escapar a los Estados Unidos donde se convirtió en periodista internacional de férrea oposición a la dictadura. A su llegada a los Estados Unidos denunció la simpatía del gobierno de Gómez por los alemanes, la clausura de "El Fonógrafo" y su posterior detención y encarcelamiento. Las declaraciones aparecieron en el diario "The New York Times", el 17 de junio de 1918.

## Pionero en publicidad
Las primeras ilustraciones publicitarias de la prensa venezolana fueron las publicadas por el diario El Fonógrafo, a finales del siglo XIX. Desde 1880 los avisos del diario comenzaron a incluir pequeñas ilustraciones, referidas al artículo que ofrecían, dando un giro a las ventas y al mismo tiempo al diseño del periódico.
Esta faceta de El Fonógrafo tiene su momento cumbre en 1919, cuando el diario inaugura en Venezuela la publicidad a color, a través de múltiples avisos que abarcaban una página completa. Estos avisos aparecieron en la edición especial de El Fonógrafo, en ocasión del centenario de la independencia de Venezuela, inaugurando una nueva etapa de la naciente publicidad del país. Con los avisos de esta edición se dio comienzo al oficio del arte y el diseño publicitarios, campo que se desarrolló ampliamente en el siglo XX, convirtiéndose en una profesión colegiada en Venezuela.

## Legado deEl Fonógrafo

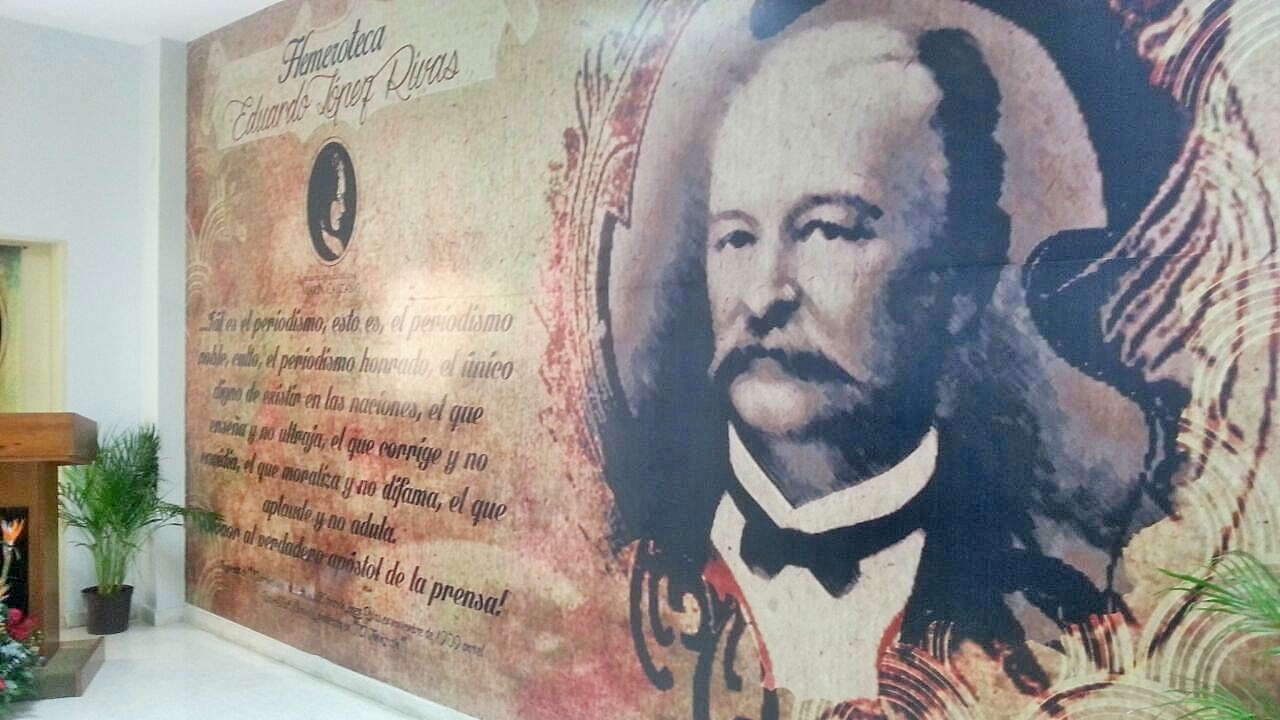
Hemeroteca "Eduardo López Rivas". Biblioteca Pública de Maracaibo

El Fonógrafo es referencia obligatoria de cualquier investigación sobre la Maracaibo de finales del siglo diecinueve y principios del siglo veinte. El diario dejó para la posteridad un detallado registro de los acontecimientos de la región zuliana, de la vida de los marabinos y del acontecer político regional y nacional.
Es además un referente para la investigación sobre la política internacional de Venezuela durante ese período y sobre la posición del país en diferentes conflictos internacionales, como la Primera Guerra Mundial o el movimiento republicano en España. Escritores, periodistas, profesores y estudiantes recurren continuamente a El Fonógrafo para realizar sus investigaciones. La colección original del diario se conserva en la Biblioteca Nacional de Venezuela, en Caracas, y en microfilm en la Dirección del Acervo Histórico de la Gobernación del Estado Zulia, en la ciudad de Maracaibo.